# Goliath (Six Flags Great America)
Goliath is een achtbaan in het Amerikaanse pretpark Six Flags Great America. De achtbaan is geconstrueerd door hout met staal te combineren (hybride achtbaan) en heeft twee inversies. Een rit duurt ongeveer 100 seconden en bevat elementen als een 180 graden zero-gravity roll en drie overbanked turns.

## Records
Bij de opening op 18 juni 2014 claimde Six Flags drie wereld records te hebben gebroken met Goliath. Goliath is de snelste houten achtbaan ter wereld met een topsnelheid van 116 km/h. Verder is de eerste val van 55 meter onder een hoek van 85° de hoogste en steilste voor een houten achtbaan. In 2016 werd het snelheidsrecord verbroken door Lightning Rod in Dollywood.

## Galerij

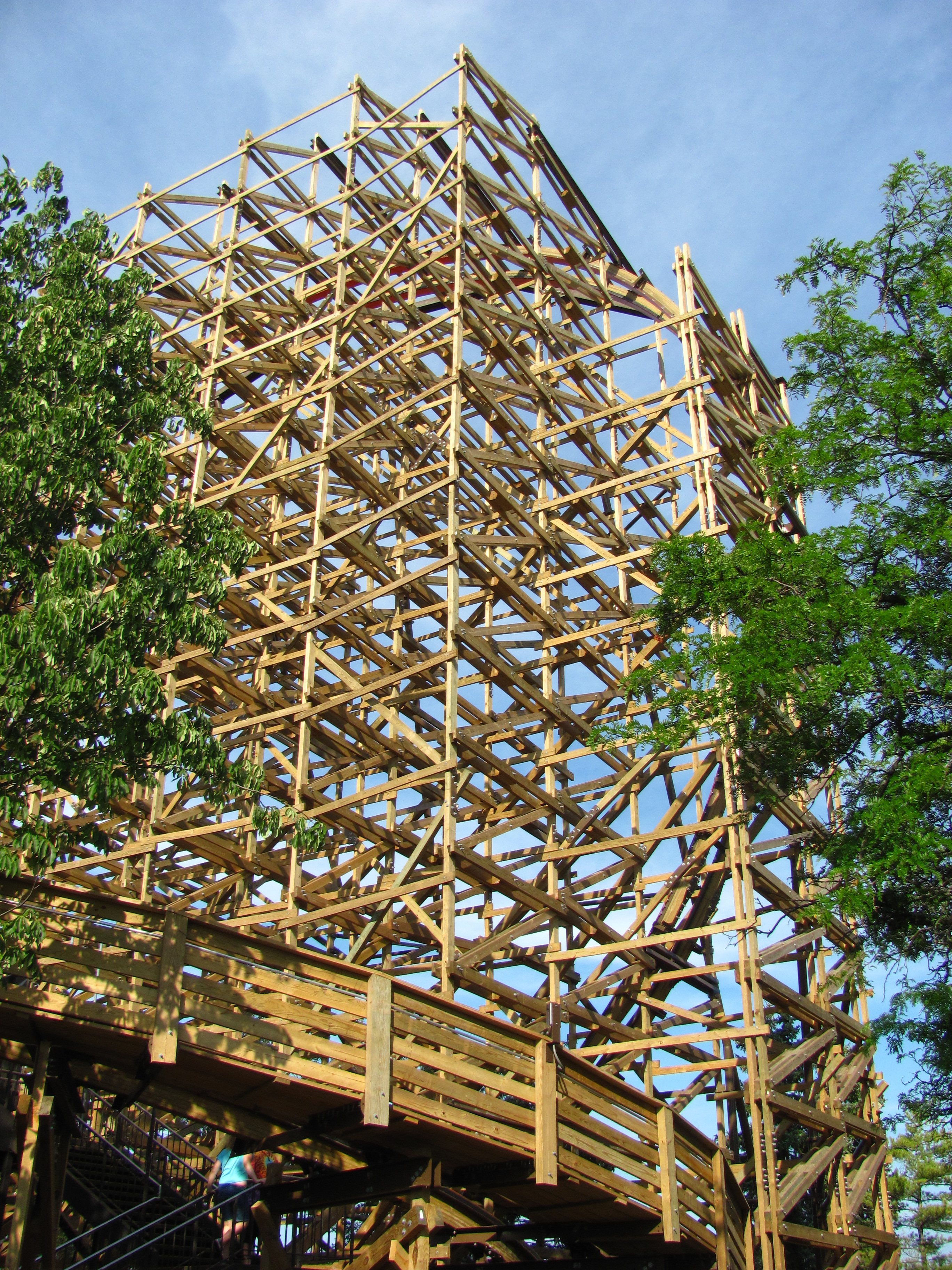
Goliath in aanbouw
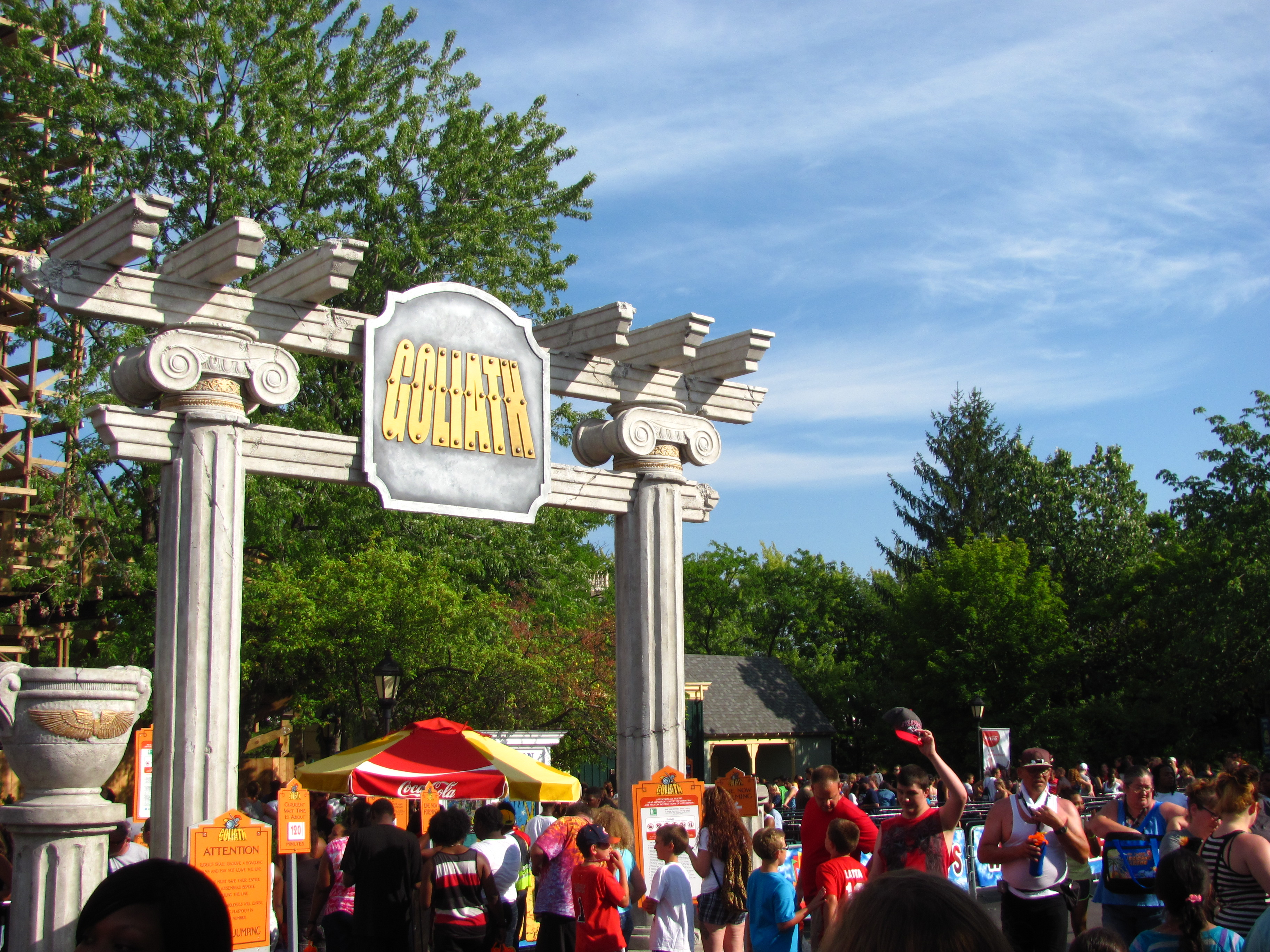
Ingang van de attractie
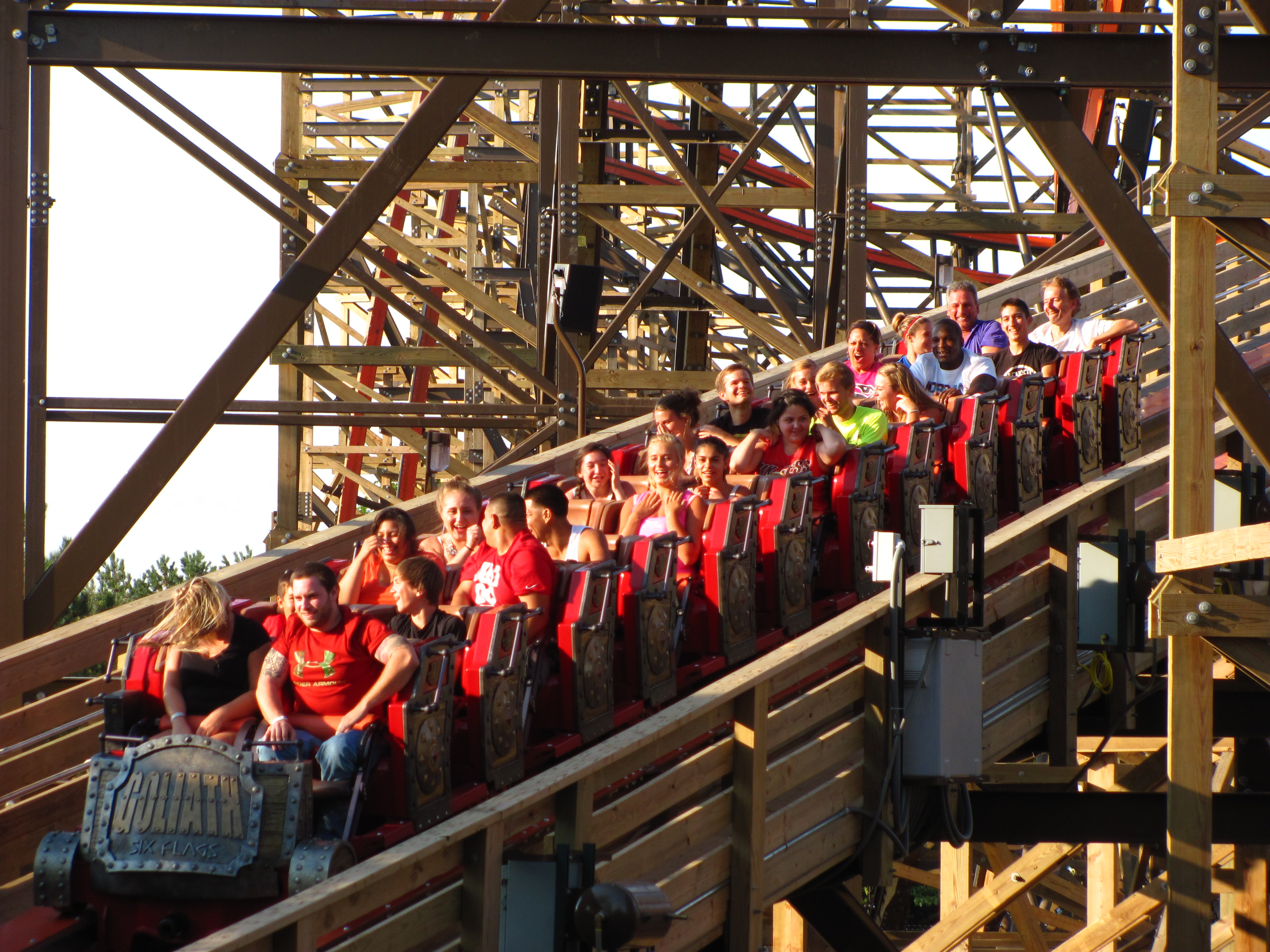
Een van de treinen
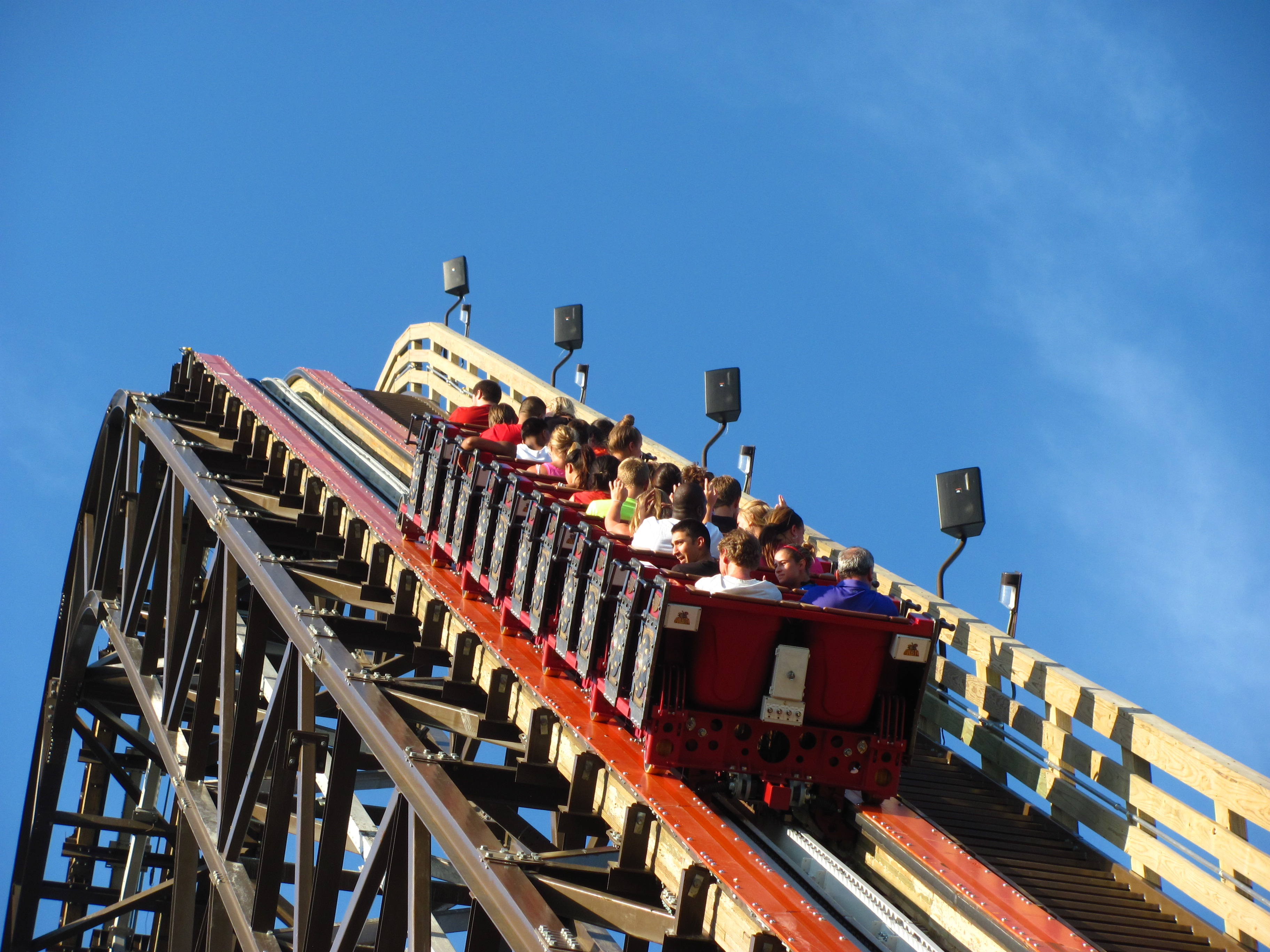
De takelheuvel
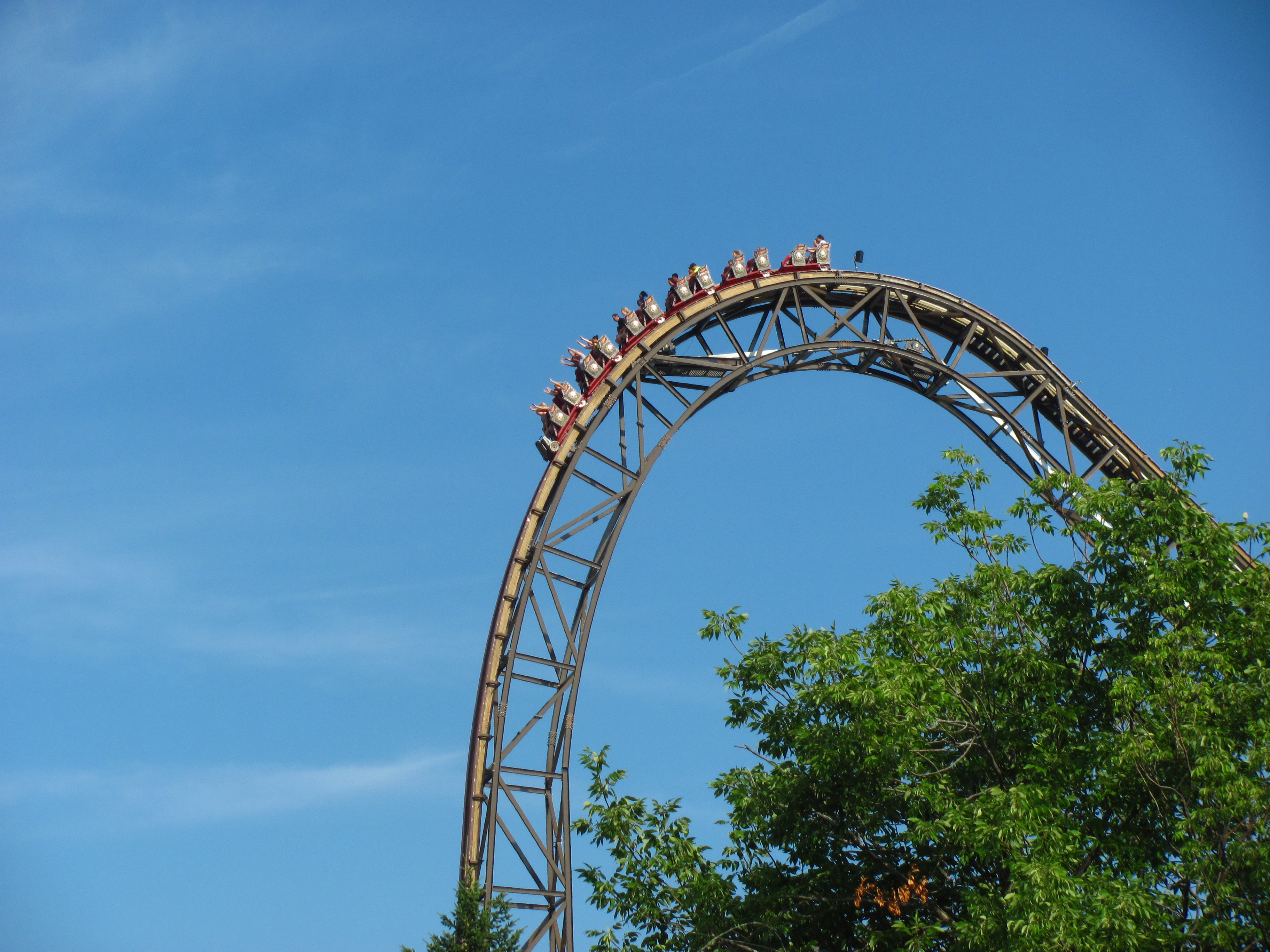
De eerste val